# Identity V
Identity V — це перша асиметрична мобільна хоррор гра, що була розроблена китайською компанією NetEase.

## Ігровий процес
Мета Мисливця — знайти та ліквідувати всіх Вцілілих перш ніж вони зможуть втекти.
Щоб досягти цього, Мисливець повинен переслідувати кожного окремо, а потім ліквідувати, помістивши на Ракетне Крісло. Тим часом Вцілілі прагнуть втекти через ворота, розшифрувавши п'ять шифрувальних машин, або втекти через підземелля, якщо залишився лише один Вцілілий із принаймні двома розшифрованими машинками.
Мисливець виграє матч, якщо ліквідує принаймні трьох Вцілілих, тоді як Вцілілі перемагають, якщо троє з них зможуть втекти. Вцілілі можуть врятувати своїх товаришів по команді з Ракетних Крісел до завершення процесу ліквідації.
Мисливець може двічі посадити Вцілілих на Крісло і з третьої спроби вони будуть ліквідовані з гри. У випадку, якщо двоє Вцілілі вибули, а двоє втекли, матч завершиться нічиєю.
Після ліквідування гравці мають можливість спостерігати за своїми товаришами по команді під час гри. Нагороди залежать від режиму гри.

## Додаткова інформація

### Таланти
На вибір є різні персонажі, кожен з яких має свої здібності в грі. Мисливцям надається можливість вибирати з «Вторинних навичок», які є талантами, які можуть посилити мисливця під час матчу.
Всього є сім вторинних навичок, кожна з яких має унікальну здатність. Щоб розблокувати нових персонажів, потрібні підказки, які можна отримати під час матчів і виконання квестів. Кожен день можна безкоштовно використовувати до двох персонажів з обох фракцій.
Структура персонажа відноситься до попередньо визначених пасивних рис, якими може володіти гравець, які впливатимуть на здібності його персонажа під час гри. Цей компас або веб-карту рис можна знайти в Блокноті на вкладці «Персона». Таланти можна переглядати в будь-який час між іграми. У будь-який час може бути кілька збережених сторінок талантів, до десяти (включно зі «За замовчуванням») як для Вцілілого, так і для Мисливця, але для кожного матчу можна використовувати лише одну.
Доступність активної риси або навички залежить від рівня гравця. На першому рівні гравець починає з 1 навичкою на вибір. Тоді, коли гравець досягає нових рівнів, він відкриває нові навички, аж до 60 рівня. Їх обирають у лобі або на вкладці «Shapeshift» у Блокноті. Кожному гравцеві дозволено одну активну рису, вибрану зі списку. Навички можна використовувати в грі, щоб допомогти гравцеві різними способами, оскільки кожна риса має унікальний ефект. Вони не мають жодних витрат, крім часу відновлення.
Вцілілі класифікуються на чотири різні категорії: ті, що розкодовують, ті, що допомагають, ті, що стримують Мисливця та ті, що сприяють порятунку.

### Види матчів
Швидкі матчі та рангові матчі — це ігрові режими, в яких беруть участь п'ять гравців. Ці п'ятеро гравців поділяються на дві ролі: один гравець виступає в ролі Мисливця, а інші чотири гравці — у ролі Вцілілих.
Завдяки ним гравець заробляє ранг. У цьому режимі група з чотирьох Вцілілих гратиме в рейтингову гру проти невідомого Мисливця.

### Сфери
Сфери пам'яті — це тип механіки лутбокса в Identity V, який можна відкрити за допомогою внутрішньоігрової валюти, як-от Підказки та Натхнення. Вони містять різноманітну налаштування попередніх сезонів, як-от костюми (скіни), аксесуари, емоції, рухи в режимі очікування, домашніх тварин, графіті та портрети. Костюми можуть варіюватися від рівня C до SS: як правило, що вищий рівень, то більше візуальних змін і ефектів він матиме. Костюми можна отримати різними способами: події, сфери пам'яті та сфери поточної сутності, нагороди за підвищення рівня тощо.